# Max Büttner (Sänger)

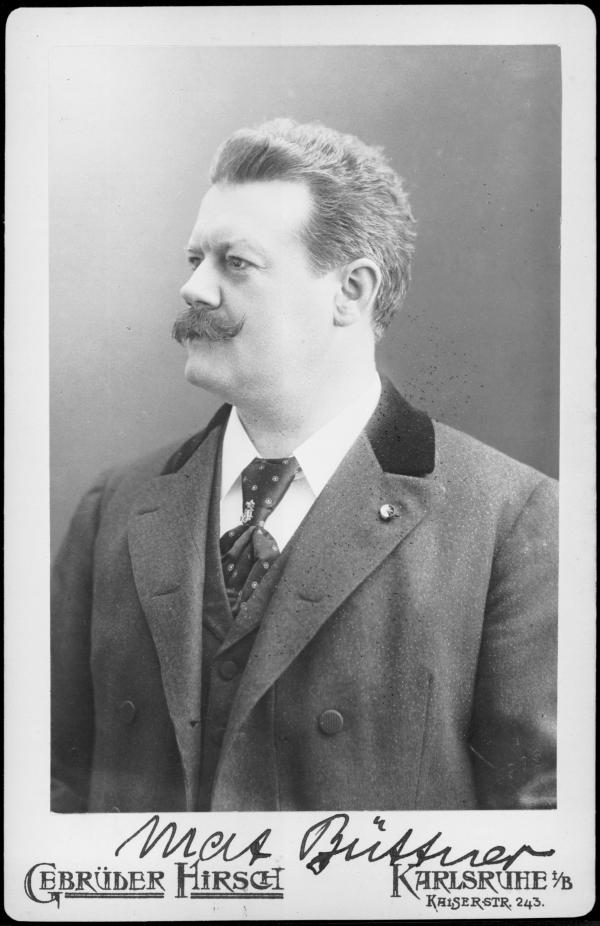
Max Büttner (1903)

Max Büttner (* 6. März 1859 in Potsdam; † 30. Mai 1927 in Karlsruhe) war ein deutscher Opernsänger (Bariton).

## Leben
Büttner, der Sohn eines Steuerinspektors, wurde im Herbst 1880 von seinem Gesangslehrer am Marienstiftsgymnasium in Stettin auf seine besondere Gesangsstimme aufmerksam gemacht. In der Folge gab Büttner sein bereits begonnenes Chemiestudium auf, nahm Unterricht bei Louise Reß und Julius Hey in Berlin und trat dort am 24. Juni als „Zar“ in Albert Lortzings Oper Zar und Zimmermann zum ersten Mal öffentlich auf. Seither widmete er sich ganz seiner musikalischen Laufbahn als Bariton. Sein erstes Engagement fand er am fürstlichen Theater in Sondershausen, wo er ein Jahr blieb. 1884 kam er ans Stadttheater Mainz, danach an das Hoftheater in Coburg, wo er als erster und alleiniger Baritonist bis 1901 engagiert war. Nach einem glücklich absolvierten Gastspiel als „Friedrich von Telramund“ in Richard Wagners Lohengrin und in der Rolle des „Holländer“ in Der Fliegende Holländer trat er im selben Jahr in den Verband des Hoftheaters in Karlsruhe als Nachfolger Fritz Planks ein. Dort war er bis 1924 engagiert.

## Zeitgenössische Rezeption
„Sänger von höchsten musikalischen Graden, die ihm zugleich als Oratoriensänger Ansehen verschafften. Die Herzenswärme, die von ihm ausging, kam auch in Spiel und Stimme überzeugend zum Ausdruck. Als er im hohen Alter von der Bühne schied, ging die Liebe der Karlsruher mit ihm, die sich bei seinem letzten Hans Sachs – er hat ihn über hundert Mal gesungen – noch einmal elementar gezeigt.“

## Auszeichnungen
- Herzoglich Sachsen-Ernestinischer Hausorden Ritter II. Klasse
- Sachsen-Meiningensches Verdienstkreuz für Kunst und Wissenschaft
- Sachsen-Koburgische Herzog-Ernst-Medaille am grün-weißen Band
- Sachsen-Koburgische silberne Verdienstmedaille für Kunst und Wissenschaft
- Herzoglich Sächsische Jubiläumsmedaille
- Schwarzburg-Sondershausener goldene Verdienstmedaille für Kunst und Wissenschaft